# Marc Harmegnies
Pour les articles homonymes, voir Marc et Harmegnies.
Marc Harmegnies, né le 18 février 1947 à Charleroi est un homme politique belge wallon, membre du PS. Il est le fils de Lucien Harmegnies.
Il fut conseiller social.  

## Carrière politique
- Conseiller communal de Charleroi.
- Député belge 
  - du 17 avril 1977 au 17 décembre 1978
  - du  5 mars 1980 au 12 avril 1995.

## Distinctions
- Officier de l'Ordre de Léopold.